# Гибриды птиц
Гибриды птиц — результат скрещивания особей различных таксонов птиц. Гибридизация у птиц наблюдается как в природе, так и при культивировании человеком (содержании в неволе). Межвидовая гибридизация встречается у птиц весьма часто — она отмечена между около 850 видами. Чаще всего это явление характерно для близкородственных видов и аловидов — биологических видов, эволюционно возникших как пары географических рас одного крупного вида.
Обычно гибриды птицы показывают промежуточные характеристики между двумя видами. «Успешные» гибриды способны давать плодовитое потомство после спаривания.

## Причины гибридизации
Обычно попытки ухаживания за особями другого вида, с образованием смешанных пар предпринимают преимущественно самцы, однако они обычно отвергаются «чужими» самками.
Первая группа причин гибридизации — это «ошибки в распознавании». Вероятность совершения ошибок усугубляется при низкой численности своего вида, с чем непосредственно связаны трудности в нахождении партнёра для спаривания и существенная социальная депривация, увеличивающая мотивацию самцов к спариванию со всем, что похоже на самок, высокая численность близких видов и др. Таким образом, если видоспецифичных птиц-партнёров не хватает, особи любого пола, находящиеся преимущественно в низком социальном статусе, или поздно прилетевшие в места своего гнездования имеют существенно сниженную селективность в выборе партнёра. То есть шанс образования смешанных пар птиц существенно выше среди особей, которые не сумели создать нормальную пару в сроки, когда образует пары большинство особей данного вида в конкретной популяции. Например, в зоне гибридизации серой и чёрной вороны особи с низким ранговым статусом могут выбирать для спаривания особей другого вида, если партнёры своего вида оказываются недоступными. Аналогичная ситуация отмечена в зоне гибридизации самок овсянок Passerina cyanea и Passerina amoena. Самки этих видов различаются внешне, и эти признаки оказываются существенными для выбора самцов, в связи с чем межвидовая гибридизация в данном случае является уже следствием инициативы со стороны самок.
Помимо этого случаи гибридизации встречаются когда самки «ошибаются» в выборе партнёра. «Ошибки» в распознавании партнёра у самок, ведущие в конечном итоге к образованию смешанных пар, были многократно описаны в природных условиях. Примером служат случаи гибридизации близкородственных видов певчих птиц, среди которых часто встречаются случаи, когда самцы в гибридной зоне выучивают песни всех трёх форм (вида А, вида Б, и их гибрида) и имеют все три песни в своём общем репертуаре, или поют одну смешанную. При этом имеют схожую окраску (например, Parus ater и Parus melanolophus). Другим примером являются два вида бюльбюлей на Тайване: эндемик Pycnonotus taivanus и подвид formosa широко распространённого на материке вида Pycnonotus sinensis. Самцы указанных видов не способны отличить самок своего вида от самок другого вида. Однако гибридизация идёт только между самцами Pycnonotus sinensis и самками Pycnonotus taivanus, поскольку взрослые (но не молодые) самцы указанных видов отличаются окраской своего темени, поэтому самки Pycnonotus sinensis воспринимают взрослого самца Pycnonotus taivanus за полувзрослого самцов своего вида и поэтому отвергают их.
Еще одной причиной межвидовой гибридизации является существенная схожесть брачных ритуалов и демонстраций у близких видов, или их полное совпадение. Например, всесветное распространение кряквы привело к широко распространённому скрещиванию с близкими, но внешне непохожими с ней видами — Anas rubripes в Канаде и США, Anas superciliosa в Австралии и Новой Зеландии, мексиканской уткой Anas diazi и т. д., так как ритуалы ухаживания на воде селезня за самкой у них практически идентичные. Помимо этого самки могут спариваться с самцами других видов, если они в процессе брачных ухаживаний демонстрируют какие-либо сверхстимулы — более сложную песню, более сложные демонстрации, имеют высокий социальный статус, более выраженные брачные «украшения» и т. п.

## Примеры гибридов

### Межняк

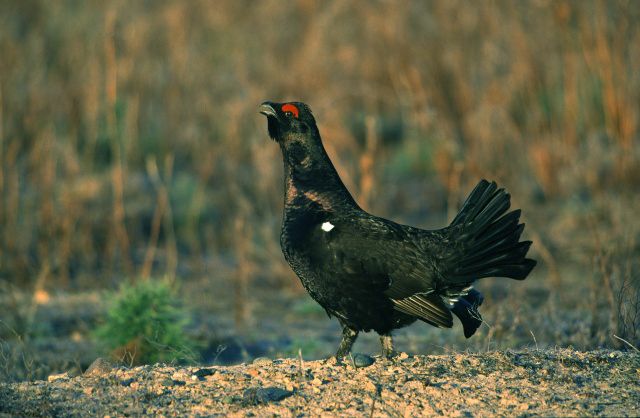
Межняк

Межня́к (Tetrao medius) — гибрид тетерева и глухаря. Среди гибридов больше самцов, причём бывают похожие на глухарей, а бывают похожие на тетеревов. Считается, что первый тип — это результат скрещивания самца глухаря и самки тетерева, а второй самца тетерева и самки глухаря. Чаще встречаются гибриды тетеревиного типа. Межняки встречаются довольно часто и сочетают в себе черты и тетерева и глухаря, причём сходство с каким-либо из этих двух видов зависит от того, к какому виду принадлежит мать. Могут давать потомство.

### Лазоревка Плеске
Синица Плеске или лазоревка Плеске — гибрид близкородственных видов: обыкновенной лазоревки и белой лазоревки в районах их симпатрии. Название было дано в честь российского зоолог-систематика, академика Петербургской Академии наук (1893) Фёдора Эдуардовича Плеске (1858—1932), впервые обратившего внимание на данную птицу. Ранее в конце XIX — начале XX веков таксон ошибочно рассматривался в качестве самостоятельного вида. Встречается крайне редко. Имеет переходную окраску обыкновенной лазоревки и белой лазоревки. Шапочка у птиц бледно-голубая. Спина серо-голубого цвета с белым пятном на зашейке. Нижняя часть тела обычно белая с продольной голубоватой полоской посреди брюха, а также с жёлтым пояском шириной 11-16 мм на груди. Крайние рулевые имеют белое наружное опахало и белую вершину. Второстепенные маховые и их большие кроющие имеют белые вершины длиной 4-7 мм. Кроющие первостепенных маховых отличаются более короткими белыми вершинами длиной 1,5-3 мм.
Гибрид способен к размножению. В восьмидесятых годах XIX столетия белая лазоревка появилась в таких местностях западной России, где ранее была только обыкновенная лазоревка, но с 1889 года белая лазоревка опять оттуда исчезла, а на границе соприкосновения этих двух видов возник гибрид, именуемый синица Плеске. начиная с середины XX века были отмечены встречи с гибридом в Европе от Ленинградской области до Голландии во время осенней миграции или на зимовках.

### Мулард

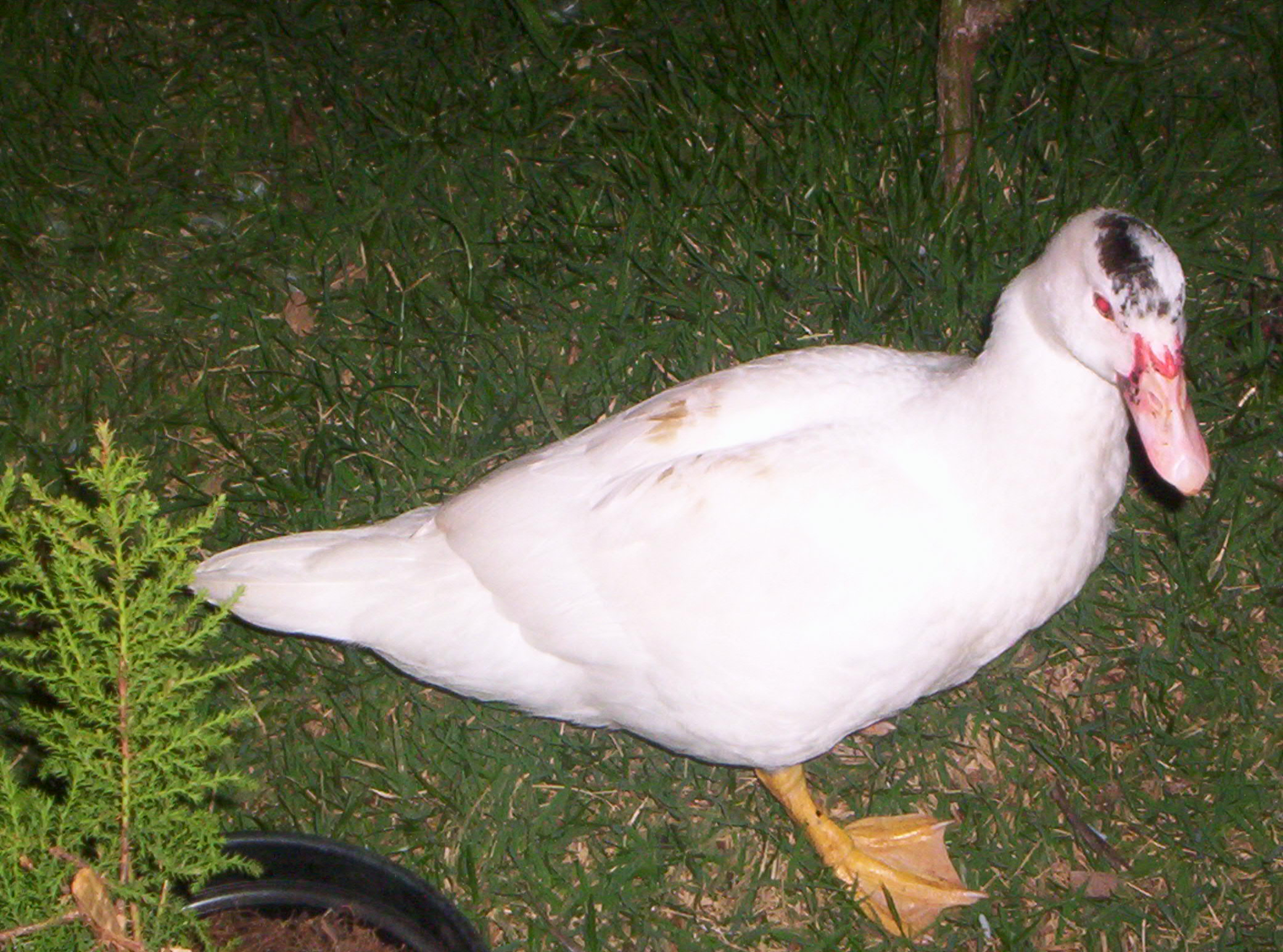
Мулард

Мулард — межвидовой гибрид, получаемый при скрещивании селезней мускусных уток с домашними утками пород пекинская белая, оргпингтон, руанская и белая алье. Муларды, не встречающиеся в дикой природе из-за разного географического ареала обыкновенной кряквы (Евразия) и дикой мускусной утки (Южная Америка), выводятся только по инициативе человека для выправления недостатков, имеющихся у этих пород. Наиболее широкое распространение муларды получили во Франции, США, Англии, а также в Юго-Восточной Азии. Как правило, самок-мулардов выращивают на мясо, а самцов — для получения фуа-гра. Традиционно фуа-гра получали от гусей. Однако, с 1960-х годов большинство ферм переключились на этих гибридных уток.

### Бандук
Бандук (Carduelis carduelis × Serinus canaria) — гибрид щегла и канарейки. Гибрид соединяет особенности окраски щегла и способность к пению канарейки. У птиц, полученных от зелёной или жёлтой канарейки, спинка имеет зеленоватый окрас, грудь с желтизной, а маска вокруг клюва отличается оранжевым оттенком. Иногда встречаются почти сплошь жёлтые птицы с оранжевой маской. У гибридов от щегла с красной канарейкой грудь розовая, а маска почти красного цвета, как у щегла.

### Гибриды попугаев

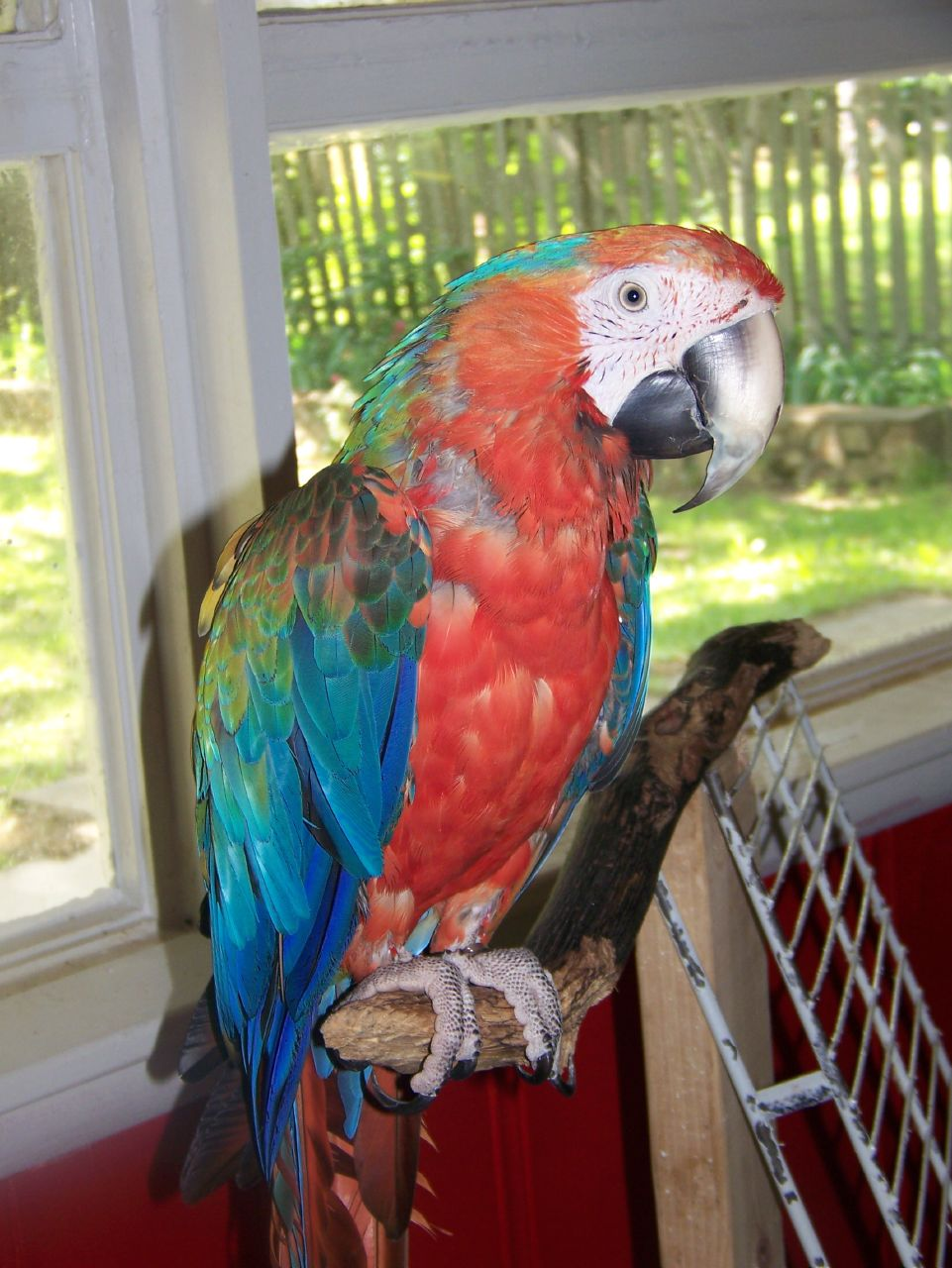
«Каталинский ара» — гибрид сине-желтого ара и красного ара

Гибриды традиционно разводятся для получения новых видов окраски. Некоторые гибриды попугаев ара являются вторыми или третьими поколениями. Результатом гибридизации для многих видов является стерильное потомство. Но первое и второе поколения способны давать потомства. Более высокий уровень стерильности гибридов отмечается у третьего поколения и дальше.
- Гибриды между представителями разных семейств
  - Neophema chrysostoma х Nymphicus hollandicus
- Межродовые гибриды
  - Anodorhynchus hyacinthinus х Ara ararauna — калошуа
  - Ara chloroptera х Ara militaris — калико
  - Ara chloroptera х Ara ararauna — арлекин
  - Ara macao х Ara ambigua — вэрдэ
  - Ara macao х Ara chloroptera — рубиновый ара
  - Ara macao х Ara militaris — шэмрок
  - Ara ararauna х Ara macao — каталина
  - Ara ararauna х Ara militaris — милиголд
  - Ara chloroptera х Ara ambigua — буффинг
  - Ara ararauna х Ara ambigua — буффголд
  - Ara militaris х Anodorhynchus hyacinthinus — милицинт
  - Eolophus roseicapillus х Nymphicus hollandicus
  - Eolophus roseicapillus х Cacatua galerita
  - Eolophus roseicapillus х Licmetis spp.
  - Platycercus eximius x Psephotus haematonotus
- Межвидовые гибриды
  - Amazona ochrocephala х Amazona auropalliata
  - Ara ararauna х Amazona macao
  - Aratinga jandaya х Aratinga solstitialis

### Другие гибриды

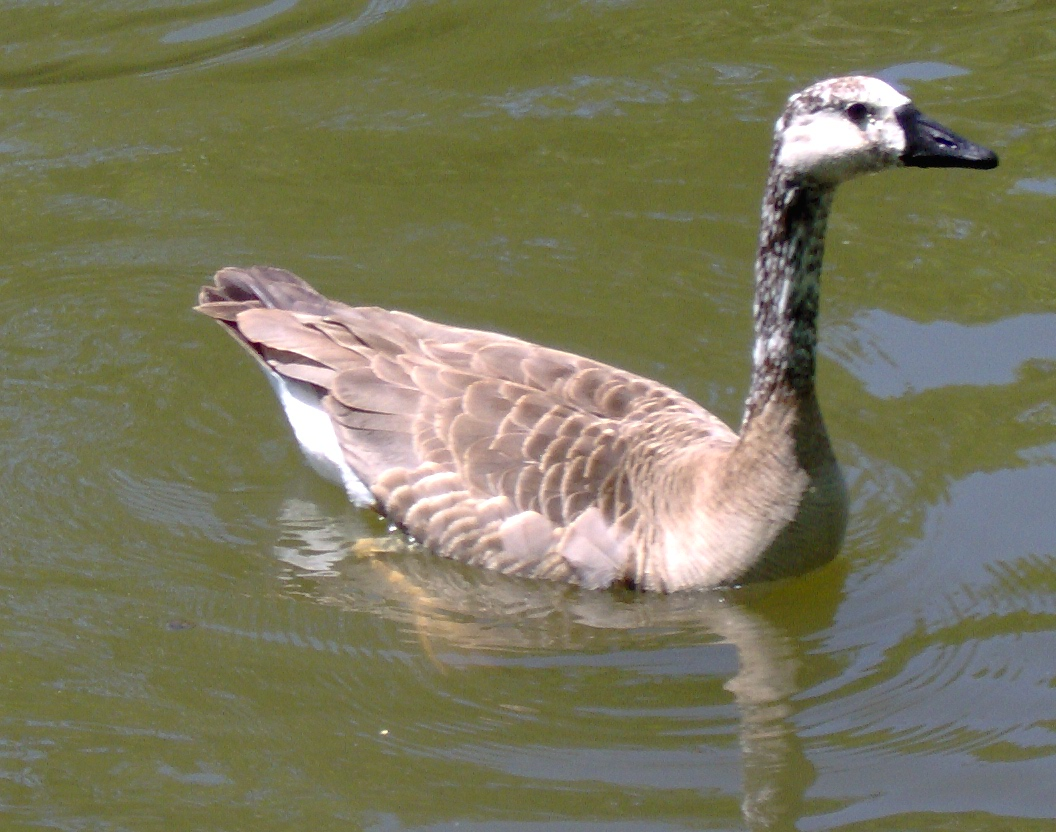
Гибрид канадской казарки (Branta canadensis) и домашнего гуся (Anser anser domesticus)

- Гибриды гусей: канадская казарка х серый гусь, канадская казарка х гусь-белошей, краснозобая казарка х канадская казарка, канадская казарка х белолобый гусь, белощёкая казарка х канадская казарка.
- Межродовые гибриды лебедей и гусей (Cygnus sp. х Branta sp.)
- Гибриды лебедей — чёрный лебедь x лебедь-шипун
- Гибриды между утками рода Aythya
- Гибриды домашней птицы, в том числе курица x обыкновенный фазан, курица x цесарка, цесарка x индийский павлин, многочисленные гибриды различных видов фазанов (например, Chrysolophus pictus х Chrysolophus amherstiae, голубой тетерев х обыкновенный фазан)[15][16][17][18].
- Отмечены случаи гибридизации стерха с серым журавлем[19]
- Чайки — известны гибридные формы комплекса Larus argentatus х cachinnans х fuscus[20].
- большой подорлик х малый подорлик[21]
- Райские птицы включают несколько примеров как внутривидовой, так и межвидовой гибридизации.
- Гибриды рода Corvus, такие как грач x галка, грач x ворон, чёрная ворона х серая ворона (Часть систематиков рассматривают серую ворону как расу или подвид чёрной вороны. В зоне перекрытия их ареалов встречаются как смешанные пары, так и гибриды с различными вариантами промежуточной окраски).
- При искусственном разведении возможно получить межвидовой гибрид вяхиря и сизого голубя.